# Burg Kapušany
Die Burg Kapušany (slowakisch hrad Kapušany oder Kapušiansky hrad, auch als Maglódsky hrad oder Maglovec bekannt) ist die Ruine einer Höhenburg unweit der Gemeinde Kapušany im Okres Prešov in der Ostslowakei. Die Burg liegt auf einem felsigen Ausläufer des Hügels Zámčisko.

## Name
Der Burgname leitet sich vom ungarischen Wort kapu (deutsch Tor) ab.

## Geschichte
An der Stelle einer älteren slawischen Burgstätte entstand im 13. Jahrhundert eine Burg, die einen Weg von Prešov weiter nach Norden und ins Königreich Polen schützen sollte. Die ersten Burgherren stammten aus dem Geschlecht Moglód. Nach dessen Aussterben wurde die königliche Kammer neuer Besitzer, mit dem Kastellanen Heinrich Tarczy, einem Anhänger von Matthäus Csák. 1312 wurde diese Burg während eines Feldzugs von Karl I. Robert gegen Matthäus Csák zerstört.
1347 überließ Ludwig I. die Burgherrschaft seinem Erzieher Peter Poharus, der jedoch die Burg nicht erneuern durfte. 1410 erhielt András de Koka, ein Ofener Bürger, die Burgruine und baute sie wieder auf. Nach dem Ort und der Burg gab sich die Familie den Namen Kapy. Danach war die Burg Schauplatz von mehreren Gefechten, zuerst in der Zeit von politischen Tumulten gegen Mitte des 15. Jahrhunderts, als Johann Giskras Truppen durch das Königreich Ungarn zogen. Nachdem die Familie Kapy den erwählten König Johann Zápolya gegen den Thronkonkurrenten Ferdinand I. von Österreich unterstützte, nahmen Ferdinands Truppen 1537 die Burg für sich ein, doch 1545 wurde sie nach der Meinungsänderung seitens der Familie an sie zurückgegeben. Wegen der Gefahr durch osmanische Überfälle wurde die Burg Kapušany in der zweiten Hälfte des 16. Jahrhunderts maßgeblich umgebaut und befestigt. 1685 wurde sie während des Aufstands von Emmerich Thököly hart umkämpft und 1709 durch Truppen von Franz II. Rákóczi erobert, die die Burg in Brand setzten. Zwar wurde sie nach 1712 behelfsmäßig saniert, doch bereits 1715 ordnete der ungarische Landtag ihre Schleifung an, um einer erneuten Nutzung durch Aufständische vorzubeugen.

## Heutiger Zustand
Die Steinmauern erreichen immer noch eine beträchtliche Höhe, stellenweise sind Putzreste oder Steinverkleidungen von Fenstern, Schießscharten und Portalen zu erkennen.
Die Burgruine ist ein nationales Kulturdenkmal und kann frei besichtigt werden. Von Kapušany heraus sind zwei Aufstiegswege möglich und zwar ein leichterer Aufstieg über eine Forststraße sowie ein kürzerer, aber steiler Aufstieg über die Felsen am Burghügelhang.